# Aaron Schock

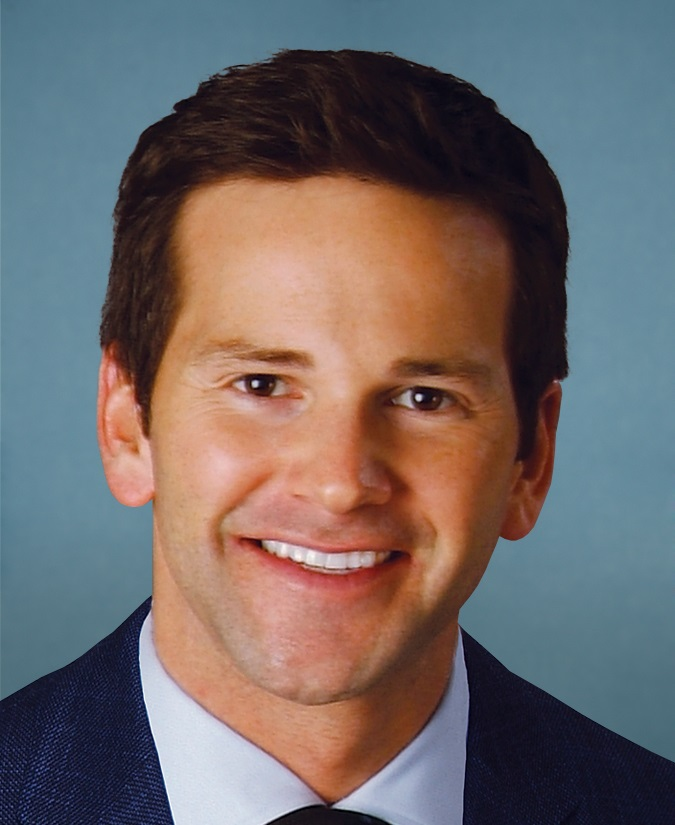
Aaron Schock

Aaron Jon Schock (* 28. Mai 1981 in Morris, Minnesota) ist ein US-amerikanischer Politiker der Republikanischen Partei. Er war von 2009 bis 2015 als Vertreter des Bundesstaates Illinois Abgeordneter im US-Repräsentantenhaus. Am 17. März 2015 gab er seinen Rücktritt bekannt, der am 31. März desselben Monats rechtskräftig wurde.

## Leben
Aaron Schock wurde als Sohn eines Arztes in Morris geboren. In seinem fünften Lebensjahr zog die Familie nach Peoria, Illinois. Dort schloss er 2000 auch die High School ab. Seinen Bachelor of Science in Finanzwirtschaft erhielt er 2002 an der Bradley University.
Seine politische Karriere begann als Mitglied des School Board von Peoria. Dort war er von 2001 bis 2004 Mitglied und anschließend für ein Jahr Präsident. Im Alter von 23 Jahren wurde er das zu diesem Zeitpunkt jüngste Mitglied des Repräsentantenhauses von Illinois. Dieses Mandat hatte er von 2005 bis 2009 inne.
Bei der Wahl 2008 konnte er sich mit 59 % der Stimmen gegen die Demokratin Colleen Callahan und den Grünen Sheldon Schafer durchsetzen und ist seitdem als Vertreter des 18. Kongressdistrikts von Illinois Mitglied des Repräsentantenhauses. Er wurde Nachfolger von Ray LaHood, der nach dem Sieg von Barack Obama bei der Präsidentschaftswahl 2008 zum Verkehrsminister berufen wurde. Schock war von 2009 bis 2013 jüngster Abgeordneter im Repräsentantenhaus; danach war dies der knapp zwei Jahre jüngere Demokrat Patrick Murphy aus Florida.
Seinen Sitz verteidigte er zweimal: bei den Wahlen 2012 mit 74 Prozent der Stimmen gegen den Demokraten Steve Waterworth und 2014 gegen den Demokraten Darrel Miller mit knapp 75 Prozent der Stimmen. Zu Beginn des Jahres 2015 wurden Vorwürfe gegen Schock laut, er habe zweckgebundene Wahlkampfgelder für persönliche Zwecke verwendet. Unter anderem geriet er in die Schlagzeilen, weil er sein Kongressbüro im Stil der britischen Fernsehserie Downton Abbey umdekoriert hatte. Nach der Ankündigung einer offiziellen Untersuchung entschied sich Schock am 17. März 2015, auf sein Mandat zu verzichten. Am 10. November 2016 wurde von der Staatsanwaltschaft in  Illinois in 24 Fällen  Anklage wegen Betruges und anderer Delikte erhoben.

## Homosexualität
Obwohl Schock öffentlich gegen Rechte für Homosexuelle eintrat, wurde er dabei fotografiert, wie er einen anderen Mann küssend diesen im Schritt berührt und auch GoGo-Tänzern in Schwulenclubs Geld zusteckt. Dies löste einmal mehr heftige Debatten in den USA über die Rechte Homosexueller, sein Verhalten und seine Person aus.
Am 6. März 2020 bestätigte Schock seine Homosexualität in einem Beitrag auf seiner Webseite.